# 溝口町
溝口町（みぞくちちょう）は、かつて鳥取県にあった町である。日野郡に属した。日本最古の鬼伝説の町として、鬼を題材とした町おこしをしていた。
2005年（平成17年）1月1日に西伯郡岸本町と合併し、西伯郡伯耆町となった。

## 地理
鳥取県の西部に位置した。
- 河川：日野川
- 山：鬼住山 (326m)

### 隣接していた自治体
- 鳥取県
  - 日野郡 日野町、江府町
  - 西伯郡 岸本町、大山町、南部町

## 歴史
- 1931年（昭和6年）10月1日 - 溝口村・旭村が合併して溝口町が発足。
- 1954年（昭和29年）4月1日 - 二部村・日光村の一部（栃原・大滝・大坂・富江・福兼・添谷・大内）と合併し、改めて溝口町が発足。
- 1984年（昭和59年）5月1日 - 溝口町（みぞぐちちょう）が改称して溝口町（みぞくちちょう）となる。
- 2005年（平成17年）1月1日 - 西伯郡岸本町と合併して西伯郡伯耆町が発足[1]。同日溝口町廃止。

## 伝説
楽楽福神社（さふくじんじゃ）の由緒縁起によると昔、近くの鬼住山（きずみやま）を根城にして暴れ回っていた鬼集団があった。この地を訪れた孝霊天皇は南の笹苞山（さすとやま）に陣を張った。まず笹巻きの団子を3つ置いて鬼の兄弟の弟の乙牛蟹をおびき出し矢で射殺した。次に笹の葉を刈り取って山積みして風で飛ばし、兄の大牛蟹達の体にまとわりつかせた上で火を放った。大牛蟹は蟹のように這いつくばって命乞いをした。大いに喜んだ里人達は笹の葉で屋根を葺いた神社を作り、これが楽楽福神社の始まりということである。天皇はこの地に崩御するまで留まったともいう。

## 経済

### 産業
農業
『大日本篤農家名鑑』によれば、溝口村の篤農家は「権代定次郎、権代藤三郎、下村政次郎、木島新三郎、大江萬吉、篠田甚平、篠原榮次郎、井上初太郎、野坂金次郎、住田友次郎」などがいた。

## 教育
2022年現在は伯耆町立。
- 中学校
  - 溝口町立溝口中学校
- 小学校
  - 溝口町立溝口小学校
  - 溝口町立日光小学校 - 2016年閉校
    - 溝口町立日光小学校添谷分校 - 2010年廃止

  - 溝口町立二部小学校
    - 溝口町立二部小学校福岡分校 - 2009年廃止

## 交通

### 鉄道
- 西日本旅客鉄道（JR西日本）
  - 伯備線：（江府町） - 伯耆溝口駅 - （岸本町）

### 道路
- 高速道路
  - 米子自動車道：溝口インターチェンジ
- 一般国道
  - 国道181号
  - 国道183号
  - 国道482号
- 県道
  - 鳥取県道1号溝口伯太線
  - 鳥取県道35号西伯根雨線
  - 鳥取県道45号倉吉江府溝口線
  - 鳥取県道46号日野溝口線
  - 鳥取県道52号岸本江府線
  - 鳥取県道158号大山口停車場大山線
  - 鳥取県道180号伯耆溝口停車場線（2009年12月1日鳥取県告示第712号により廃止。現・伯耆町道伯耆溝口停車場線）
  - 鳥取県道209号大滝白水線
  - 鳥取県道284号大山寺岸本線

## 名所・旧跡・観光スポット・祭事・催事
- 鬼ミュージアム
- おにっ子ランド

### 祭事
- 蛸舞式神事 - 県無形民俗文化財指定。

## 出身有名人
- 大江賢次（小説家）
- 下村信（元野球選手）
- 橋谷義孝（農学博士、日本発酵工業社長）
- しのだひでお（漫画家）
- 三谷秀治（元衆議院議員）